# Gracilodes fuscosa
Gracilodes fuscosa là một loài bướm đêm trong họ Erebidae.